# Gil Reece
Gilbert Ivor Reece (* 2. Juli 1942 in Cardiff, Wales; † 20. Dezember 2003 ebenda) war ein walisischer Fußballspieler.
Als Reece für Cardiff City anfing zu spielen, arbeitete er als Flaschner. Zu dem Zeitpunkt hatte er einen Teilzeit Vertrag. Nachdem er für eine Zeitlang zu Ton Pentre ausgeliehen war, debütierte er in der Reservemannschaft von Cardiff. In der Saison 1962/63 wurde er entlassen und ging zum FC Pembroke Borough bevor er am Ende der Saison ein Angebot von AFC Newport County bekam, wo er für ein Jahr aktiv war. Durch seine beeindruckenden Leistungen fiel er auf, was dazu führte, dass Sheffield United ihn für £10.000 verpflichtete. Kurz danach debütierte er für die Walisische Nationalmannschaft in einem Spiel gegen England.

## Spielerlaufbahn
- 1963–1965: AFC Newport County
- 1965–1972: Sheffield United
- 1972–1976: Cardiff City
- 1976: Swansea City
- Barry Town

Reece nahm an 29 Spielen der Walisischen Nationalmannschaft teil und  bestritt über 200 Spiele für Sheffield United. Dabei schoss er 58 Tore für Sheffield. Nach 1976 spielte Reece für Barry Town. Nach dem Ende seiner Karriere arbeitete er als Hotelbesitzer. 2003 starb Reece in seiner Heimatstadt Cardiff.